# Cửu Nguyên
Cửu Nguyên (giản thể: 九原区; phồn thể: 九原區; bính âm: Jiǔyuán Qū) là một khu (quận) của thành phố Bao Đầu, khu tự trị Nội Mông Cổ, Trung Quốc.

### Nhai đạo
- Sa Hà (沙河街道)

### Trấn
- Hưng Thắng (兴胜镇)
- Ma Trì (麻池镇)
- Cáp Lâm Cách Nhĩ (哈林格尔镇)
- Cáp Nghiệp Hồ Đồng (哈业胡同镇)
- Sa Nhĩ Thấm (沙尔沁镇)

### Tô mộc
- A Dát Như Thái (阿嘎如泰苏木)